# Thyroidaler Transkriptionsfaktor 1
Der Thyroidale Transkriptionsfaktor 1, abgekürzt TTF1, ist ein Protein, das als Transkriptionsfaktor unter anderem die Transkription von bestimmten Genen in der Schilddrüse kontrolliert. TTF1 wird vom Homöobox-Gen NK2 homeobox 1, abgekürzt NKX2-1, codiert und ist nicht nur im Menschen, sondern auch in einer Vielzahl von Tierarten nachgewiesen worden.

## Struktur und Funktion
Das beim Menschen 371 Aminosäuren lange, im Zellkern lokalisierte Protein enthält in seiner Aminosäuresequenz eine 60 Aminosäuren lange Homöodomäne, über die TTF1 an spezifische DNA-Sequenzabschnitte binden kann.  Diese DNA-Bindung ist Voraussetzung für die Steuerung der Transkription anderer Gene. TTF1 ist im Zusammenspiel mit dem Transkriptionsfaktor PAX8 für die Expression von Thyreoglobulin und Thyreoperoxidase in der erwachsenen Schilddrüse essentiell. Darüber hinaus soll TTF1 die Expression von Surfactant-Proteinen in der Lunge steuern.
TTF1 spielt nicht nur im erwachsenen Organismus, sondern auch während der Organogenese  der Schilddrüse, der Lunge und des Gehirns eine wichtige Rolle. Im Embryo ist TTF1 schon frühzeitig sowohl im Vorderhirn als auch in Teilen des Vorderdarmes nachweisbar, und zwar noch bevor die entodermalen Gewebe im Vorderdarm als Lungenknospe beziehungsweise als Schilddrüsenanlage morphologisch erkennbar sind. TTF1 zählt damit neben PAX8, FOXE1 und HHEX zu den frühesten molekularen Marker für die Schilddrüsenentwicklung.
Knockout-Mäuse, in denen TTF1 inaktiv ist, sterben bei der Geburt und haben weder eine Schilddrüse noch Lungenparenchym. Außerdem fehlen in diesen Mäusen Teile des Vorderhirns und die Hypophyse.

## Evolution
TTF1 wurde ursprünglich in Säugetieren identifiziert, es ist aber darüber hinaus in einer Reihe von Arten der Chordatiere bis hin zum Lanzettfischchen nachgewiesen worden. Die Expression von AmphiNk2-1 im Endostyl des Lanzettfischchens unterstreicht, dass diese Struktur zur Schilddrüse der Wirbeltiere homolog ist.
Das für TTF1 codierende NKX2-1-Gen gehört zur Nk2.1-Untergruppe der Homöoboxgene. In Säugetieren gibt es neben NKX2-1. ein weiteres, paraloges Gen, NKX2-4, das aber weder in der Schilddrüse noch in der Lunge, sondern ausschließlich im Vorderhirn aktiv ist. Namensgeber für die Nk2.1-Gruppe waren ursprünglich NK2-Homöoboxgene aus Drosophila melanogaster. Das zur Nk2.1-Gruppe orthologe Gen in Drosophila, scro, ist ebenfalls im Gehirn und im vorderen Entoderm des Fliegenembryos aktiv.

## Bedeutung in der Medizin
In der Humanmedizin ist das TTF1-Protein ein nützlicher Marker für die Identifizierung des Primärtumors von Metastasen. Der immunhistochemische Nachweis von TTF1 weist auf einen Primärtumor im Bereich der Lunge hin.
Aus der Humangenetik gibt es Hinweise auf eine Verbindung zwischen TTF1 und dem Morbus Hirschsprung. Sowohl Einzelnukleotid-Polymorphismen (SNPs) im Promotor des RET-Gens als auch SNPs im NKX2-1-Gen bei Hirschsprung-Patienten konnten mit verringerter Bindung des RET-Promotors und Aktivierung von RET durch TTF1 korreliert werden. Verringerte RET-Aktivität gilt als eine wesentliche Ursache, die zur Manifestierung des Morbus Hirschsprung führen kann.
Mutationen dieses Genes liegen der Benignen hereditären Chorea zugrunde.